# Sylvanite (Montana)
Sylvanite es un lugar designado por el censo ubicado en el condado de Lincoln en el estado estadounidense de Montana. En el Censo de 2010 tenía una población de 103 habitantes y una densidad poblacional de 6,96 personas por km².

## Geografía
Sylvanite se encuentra ubicado en las coordenadas 48°42′23″N 115°52′27″O / 48.70639, -115.87417. Según la Oficina del Censo de los Estados Unidos, Sylvanite tiene una superficie total de 14.8 km², de la cual 14.8 km² corresponden a tierra firme y (0%) 0 km² es agua.

## Demografía
Según el censo de 2010, había 103 personas residiendo en Sylvanite. La densidad de población era de 6,96 hab./km². De los 103 habitantes, Sylvanite estaba compuesto por el 96.12% blancos, el 0% eran afroamericanos, el 0.97% eran amerindios, el 0.97% eran asiáticos, el 0% eran isleños del Pacífico, el 0% eran de otras razas y el 1.94% pertenecían a dos o más razas. Del total de la población el 0.97% eran hispanos o latinos de cualquier raza.